# Handelskrig
En handelskrig er en konflikt mellem handelspartnere (typisk to eller evt. flere lande), som ønsker at beskytte deres hjemlige produktion og handel på bekostning af modparten. En handelskrig kan omfatte enkelte varer, hele brancher eller omfatte hele de pågældende landes samhandel.
Handelskrige kan variere i omfang, årsager og virkninger. De redskaber, som benyttes i en sådan konflikt, kan eksempelvis være urimelig høje toldsatser på importvarer, boykot af produkter eller prisnedsættelser på egne varer. Normalt vurderes handelskrige at skade begge parter, som indgår i den, omend udvalgte grupper i hver af landene isoleret set kan få en gevinst ud af "krigen".

## Donald Trumps handelskrige
Et eksempel på en handelskrig var handelsforholdet mellem USA og Kina under den amerikanske præsident Donald Trumps første embedsperiode. Handelspolitiske uenigheder mellem de to lande blev i 2018 optrappet til en handelskrig. Trump-administrationen hævede toldsatserne på en række varer, som Kina eksporterede til USA. Trump var en højlydt tilhænger af at beskytte amerikanske producenter af tilsvarende varer, og på den måde forsøge at beholde og skabe flere arbejdspladser i USA. De kinesiske myndigheder reagerede ved at indføre tilsvarende toldsatser på varer, som Kina importerede fra USA. Også EU blev ramt af handelskrigen, men reagerede afdæmpet ved hjælp af "nålestiksoperationer", dvs. mest symbolske former for straftold på varer, der var ærkeamerikanske, men stod for en meget lille del af USA's eksport, som Harley-Davidson-motorcykler og bourbon-whisky.

### USA's handelskrige i 2025
Efter at Donald Trump atter blev valgt til præsident i 2024, varslede han ved påbegyndelsen af sin anden embedsperiode en handelskrig med USA's to største handelspartnere Canada og Mexico i form af en told på 25 % på de to landes produkter. Råolie og naturgas skulle pålægges en lavere toldsats på 10 %. Samtidig skulle importen af kinesiske varer til USA pålægges en told på 10 %. Efter en måneds udsættelse af tolden på canadiske og mexicanske varer blev tolden overfor de to lande iværksat 4. marts 2025, og tolden på kinesiske varer hævet med yderligere 10 %. De tre lande var USA's tre største handelspartnere. Såvel Kina som Canada svarede straks igen med toldforhøjelser på amerikanske varer.
Samtidig varslede Trump en handelskrig med EU. Trump luftede også i januar 2025 muligheden for en handelskrig specifikt mod Danmark, hvis landet modsatte sig hans ønske om amerikansk overtagelse af Grønland.
Trump fortsatte i de kommende måneder med skiftende trusler om told mod forskellige lande. 2. april 2025 - på det, som Trump selv kaldte "Liberation Day" - underskrev han dekreter, som indførte en generel told på 10 % for lande, der eksporterede varer til USA, og en lang række ekstra toldsatser for mange specifikke lande. EU som helhed blev således pålagt en told på 20 %. Alle udenlandskproducerede biler blev pålagt en told på 25 %. I de følgende måneder var der forhandlinger mellem EU og USA, lejlighedsvis krydret med nye offentlige udmeldinger fra parterne.

#### Handelsaftale mellem EU og USA
Den 27. juli blev EU-Kommissionen og den amerikanske regering enige om en handelsaftale, ifølge hvilken USA fremover ville lægge en grundtold på 15 % på alle varer fra EU. Stål og aluminium fra EU ville dog fremadrettet møde en toldsats på 50 %, mens visse særlige områder ville være fritaget for told, blandt andet fly og flydele samt visse kemikalier og lægemidler. EU lovede samtidig i aftalen, at man ikke ville pålægge amerikanske varer told. Aftalen var foreløbig og blev omtalt som en rammeaftale, idet en del detaljer fortsat skulle fastlægges efter forhandlinger på et mere teknisk niveau. Aftalen blev af flere forskere udlagt som en politisk sejr for USA's præsident Trump og et tilsvarende nederlag for EU, der med aftalen accepterede en ensidig told fra en handelspartner uden at gøre gengæld. Professor Ole Wæver vurderede, at EU havde givet sig af sikkerhedspolitiske hensyn for at kunne beholde et rimeligt forhold til USA, ikke mindst i NATO-sammenhænge. Set fra et økonomisk synspunkt vurderedes de største tabere ved aftalen at blive de amerikanske forbrugere, der med denne fik udsigt til at betale højere priser for deres varekøb.

## International mægling
Mens handelstvister om forskellige spørgsmål er normalt forekommende i nutidens tæt integrerede verdensøkonomi, er globale handelskrige ualmindelige i vore dage. Verdenshandelsorganisationen WTO forsøger at løse handelskonflikter mellem sine medlemslande, hvis der opstår uenighed om parternes rettigheder og forpligtelser.